# Genesis Live
Genesis Live is het eerste livealbum van de Engelse band Genesis. Het album werd in juli 1973 uitgegeven.

## Geschiedenis
Genesis was in 1973 druk met de opnames voor het studioalbum Selling England by the Pound, en op initiatief van Charisma Records werd een livealbum samengesteld, te koop voor een budgetprijs. Dit album moest de tijdspanne overbruggen die nodig was voor de opnames van dat album. Het resultaat is tot op de dag van vandaag een geliefd album bij de fans, omdat het voor lange tijd het enige officieel uitgegeven livealbum is met zang van Peter Gabriel.
De nummers werden opgenomen in Leicester (De Montfort Hall) op 25 februari 1973, behalve het nummer Return of the giant hogweed, dat een dag eerder in Manchester (Free Trade Hall) werd opgenomen. De concerten vonden plaats in het kader van de promotie van het album Foxtrot. De opnamen waren in eerste instantie bedoeld voor een radio-uitzending in het Amerikaanse programma King Biscuit Flower Hour, maar dat ging niet door. De gehele show in Leicester is nog wel, inclusief de verhaaltjes tussendoor verteld door Gabriel, vastgelegd op een proefexemplaar voor een elpee, maar wat daar verder mee gebeurd is, is vooralsnog onbekend. De geperste tracks waren Watcher of the skies, The musical box, Get 'em out by Friday, Supper's ready, The return of the giant hogweed en The knife. Juist wat later gezien werd als het magnum opus van de band uit de Gabrielperiode Supper's ready kwam niet op het uiteindelijke album terecht. Het is daarom des te eigenaardiger dat de hoes nu net de band laat zien tijdens de uitvoering van die suite; Gabriel draagt zijn Magog-masker. Een andere live-opname van Supper's ready tijdens diezelfde toer verscheen in 1998 op Genesis archive 1967-75.
Op de achterkant van de hoes was een verhaal afgedrukt. Het gaat over een vrouw die zich ontkleedt in de Londense metro, die langzaam in het niets oplost. Filmregisseur William Friedkin had belangstelling voor dat verhaal en probeerde met Gabriel een project daartoe op te starten tijdens de opnamen van het Genesis-album The Lamb Lies Down on Broadway. Tijdens de onderhandelingen werd het Gabriel duidelijk dat Friedkin meer uit was op eigen succes en brak de onderhandelingen af. Echter die onderhandelingen hadden de verhoudingen binnen Genesis geen goed gedaan en Gabriel verliet na de toer behorende bij dat album de band. Het album is voorts opgedragen aan de roadmanager Richard Macphail, zanger van Genesis’ voorganger Anon, die in 1973 vertrok. 
Het album haalde in 1973 in het Verenigd Koninkrijk een top-10-plaats in de albumlijsten. Pas een jaar later werd het uitgegeven in de Verenigde Staten, waar het niet verder kwam dan plaats 105.

## Tracks
Alle teksten en muziek van Banks/Collins/Gabriel/Hackett/Rutherford, tenzij anders aangegeven.

| Nr. | Titel                           | Duur |
| --- | ------------------------------- | ---- |
| 1.  | Watcher of the skies            | 8:34 |
| 2.  | Get 'em out by friday           | 9:14 |
| 3.  | The return of the giant hogweed | 8:14 |

| Nr. | Titel                                                 | Duur  |
| --- | ----------------------------------------------------- | ----- |
| 1.  | The musical box                                       | 10:56 |
| 2.  | The Knife (Banks/Gabriel/Anthony Phillips/Rutherford) | 9:47  |

## Bezetting
- Peter Gabriel : zang, fluit, bass drum, tamboerijn
- Steve Hackett : leadgitaar
- Tony Banks : hammondorgel, mellotron, Hohner-pianet, 12-snarige gitaar, achtergrondzang
- Mike Rutherford : basgitaar, baspedalen, 12-snarige gitaar, achtergrondzang
- Phil Collins : drums, achtergrondzang

Bij de heruitgave in 1994 werd per abuis de naam van Phil Collins vervangen door John Mayhew, die de band ten tijde van de opnamen al verlaten had.
From Genesis to Revelation · Trespass · Nursery Cryme · Foxtrot · Live · Selling England by the Pound · The Lamb Lies Down on Broadway · A Trick of the Tail · Wind & Wuthering · Seconds Out · ...And then there were three... · Duke · Abacab · Three Sides Live · Genesis · Invisible Touch · We Can't Dance ·  The way we walk volume one, the shorts · The way we walk volume two, the longs · Calling All Stations · Turn It On Again · Genesis Live over Europe